# Wennigloh

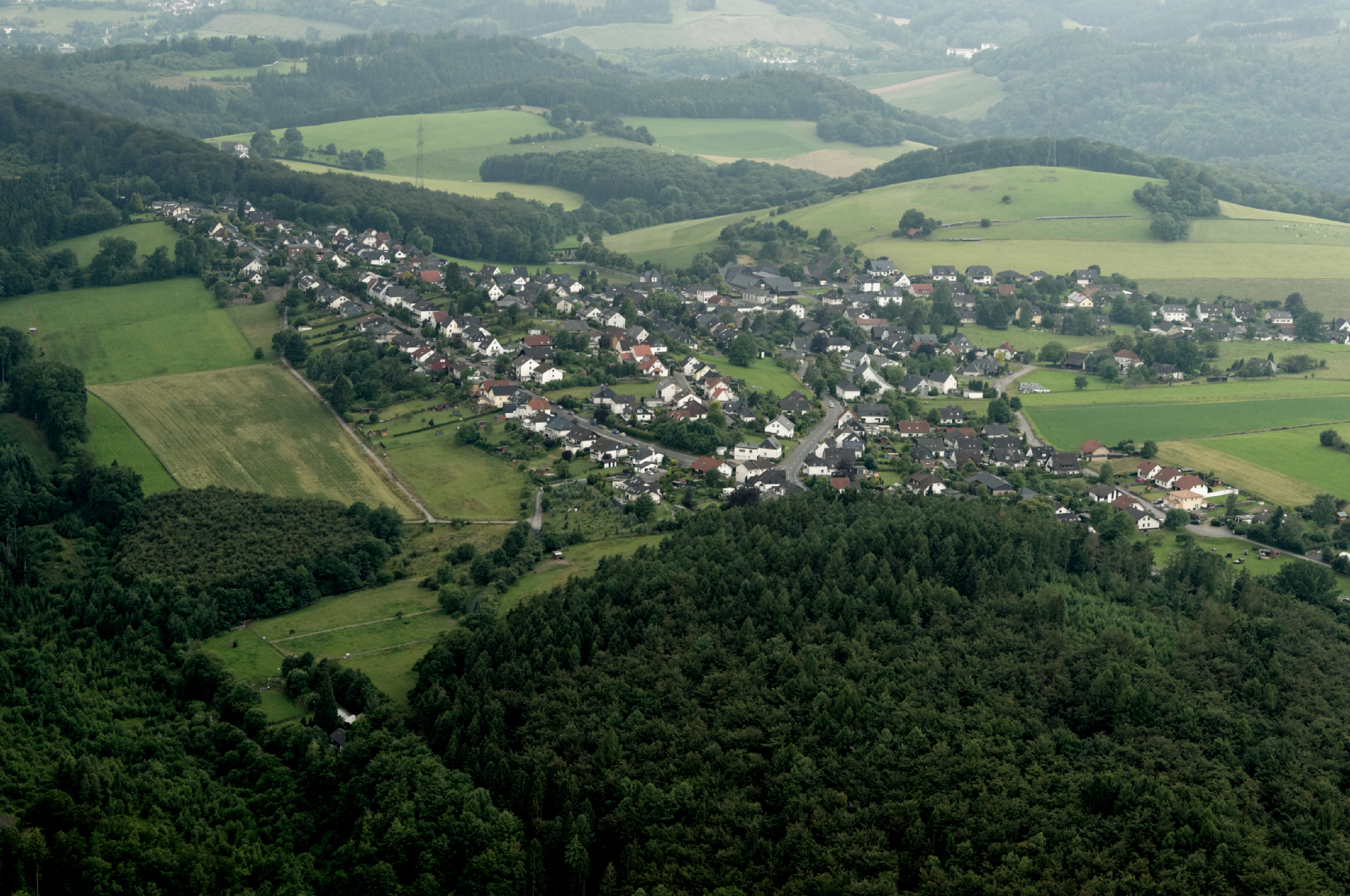
Wennigloh von Osten

Wennigloh ist seit der Kommunalreform von 1975 ein Stadtteil von Arnsberg im Sauerland (Nordrhein-Westfalen) mit 954 Einwohnern.

## Lage
Die Ortschaft Wennigloh liegt auf einem südwestlich von der Stadt Arnsberg gelegenen Berg, circa 314 Meter (N.N.). Gorb Der Ort grenzt neben Arnsberg an Müschede (nordwestlich) sowie die Sunderner Ortschaften Reigern (westlich), Stemel (südwestlich) und Hachen (südlich). Westlich verläuft die Bundesstraße 229 (B229), der Ort selbst wird von der Landstraße 735 (L735) uns Kreisstraße 10 (K10) durchzogen. Durch seine Lage im Naturpark Arnsberger Wald (Arnsberger Wald) und nahegelegen des Naturpark Sauerland-Rothaargebirge ist die Ortschaft ein beliebtes Ausflugsziel – vor allem für Wanderer, auch aufgrund des Wennigloher Rundwegs.
Geologisch betrachtet sind die im Ort anzutreffenden Bodenverhältnisse mit Braunerde/Podsol-Braunerde aus Schluff-, und Tonsteinen und (Ziffer 59) Braunerde/Podsol-Braunerde/Braunerde-Rendzina/Parabraunerde in engräumigen Wechsel mit verschiedenen Gesteinen (Ziffer 65) zu beschreiben. Bei den Gesteinen handelt es dabei hauptsächlich um Grauwacke, Schiefer und überwiegend Faulschiefer.

## Geschichte
Erstmals urkundlich erwähnt wurde der Ort als Wenenclo im Jahr 1204, auch wenn vermutet wird, dass an dieser Stelle schon länger eine Ansiedlung bestand. Im 13. Jahrhundert war er Sitz eines Freigerichtes. Die Siedlung lag im Mittelalter und der frühen Neuzeit an einer recht bedeutenden Heerstraße zwischen Köln und dem Gebiet der mittleren Ruhr mit der kurkölnischen Residenzstadt Arnsberg. Eine gewerbliche Bedeutung konnte der Ort trotz dieser Lage nie erreichen. Wennigloh lebte daher bis ins 20. Jahrhundert hinein fast ausschließlich von der Land- und Forstwirtschaft sowie der Köhlerei. Im Jahr 1900 bestanden sechs Vollerwerbshöfe, hinzu kamen einige kleinere Landbesitzer. Auch nach der Jahrtausendwende bestehen immerhin noch drei voll bewirtschaftete Höfe.
Weitere Erwerbsmöglichkeiten waren Fuhrdienste von Holz, Holzkohle, Steinen und ähnlichen Waren vor allem nach Arnsberg. Die Industrialisierung des 19. und frühen 20. Jahrhundert in benachbarten Orten wie Müschede oder Hüsten ging an Wennigloh vollständig vorbei. Die Einwohner partizipierten von dieser Entwicklung ausschließlich als Saison- oder Pendelarbeiter.
Am 12. April 1945 nahm die US-Army das Dorf ein.
Dies spiegelt sich auch in der demographischen Entwicklung wider. Zeitweise war die Ab- und Auswanderung im 19. Jahrhundert so hoch, dass der Ort eine negative Bevölkerungsbilanz aufwies. Ein Grund für die Bevölkerungszunahme nach dem Zweiten Weltkrieg war zunächst die Aufnahme von Flüchtlingsfamilien, von denen einige am Ort verblieben. Mit der Automobilisierung der Gesellschaft stiegen auch für die Bewohner des Ortes die Möglichkeiten zur Pendelarbeit an, die Abwanderung aus Arbeitsmangel verlor damit an Bedeutung.
Am 1. Januar 1975 wurde Wennigloh nach Arnsberg eingemeindet. Rechtsgrundlage war das Sauerland/Paderborn-Gesetz.

## Politik

### Wappen
| Wappen der ehemaligen Stadt Wennigloh | Blasonierung: In Grün drei goldene Eicheln (2 über 1) über einer nach oben geöffneten goldenen Mondsichel. Beschreibung: Die Eicheln und die grüne Farbe symbolisieren den Waldreichtum in Wennigloh. Die Mondsichel ist dem Siegel des in Wennigloh ansässigen Adelsgeschlechts von Reidern beziehungsweise Reigern entnommen worden. Die amtliche Genehmigung erfolgte am 11. Juli 1962. |

## Einwohnerentwicklung
| Jahr      | 1836 | 1858 | 1871 | 1885 | 1895 | 1905 | 1925 | 1933 | 1939 | 1961 | 1970 | 1974 | 2011 | 2015 | 2016 | 2020 |
| Einwohner | 277  | 266  | 302  | 297  | 307  | 336  | 378  | 382  | 401  | 645  | 727  | 808  | 920  | 918  | 939  | 954  |

## Vereinsleben
Die wichtigsten Vereine im Dorf sind der Schützenverein, der im Jahre 2004 175 Jahre alt wurde, der Sportverein, das Tambourcorps, der Männergesangverein, der Singkreis, die kfd, sowie die Freiwillige Feuerwehr und das 2013 gegründete Forum Wennigloh, ein Arbeitskreis für Dorfentwicklung und Heimatpflege.

### Feuerwehr
Ende des 18. Jahrhunderts gab es in der Ortschaft Wennigloh noch keinen organisierten Feuerschutz. Es bestand ein Abhängigkeitsverhältnis zu der bereits bestehenden Feuerwehr in Arnsberg, gegründet 1879. Aus dieser Zeit ist beispielsweise ein Brand auf dem Hof des Ökonomen Schulte bekannt. Der Hof brannte im Jahr 1892 vollständig nieder.
Auf der Sitzung der Gemeindevertretung wurde am 27. Oktober 1925 eine Pflichtfeuerwehr in Wennigloh eingeführt, um den Schutz der Bevölkerung zu gewährleisten. „Aufgrund des § 13 der Landesgemeindeordnung für die Provinz Westfalen vom 19. März 1856, des § 68 des Kommunal-Abgaben-Gesetzes, des Gesetzes vom 21. Dezember 1904 betr. die Befugnis der Polizeibehörden zum Erlass von Polizeiverordnungen über die Verpflichtung zur Hilfeleistung bei Bränden sowie aufgrund der Beschlüsse der Gemeindevertretung von Wennigloh vom 27. Oktober 1925 wird für den Umfang der Gemeinde Wennigloh eine Pflicht-Feuerwehr angesetzt.“, lautet es im Protokoll der Sitzung.
Während des Zweiten Weltkriegs wurde der Feuerschutz in Privatinitiative, unter Benutzung der im Ort befindlichen Notbrunnen durch die Bevölkerung, mit der Ausrüstung der Pflichtfeuerwehr sichergestellt. Josef Böhmer (sen.) war zu dieser Zeit Feuerwehrhauptmann in Wennigloh.
Nach dem Zweiten Weltkrieg wurde anlässlich des Brandes auf dem Hof des Ökonomen Vernholz auf der Gemeindeversammlung im vom August 1951 die Gründung einer neuen Freiwilligen Feuerwehr beschlossen. Die gegründete Löschgruppe hatte 40 Mitglieder.
Über die Zeit hat sich die „Dorffeuerwehr“ zu einer modernen und schlagkräftigen Feuerwehr entwickelt. Seit der Eingemeindung 1975 gehört sie der Freiwilligen Feuerwehr der Stadt Arnsberg an. Den größten Erfolg hatte die Löschgruppe im Jahr 2016 zu verzeichnen. Aufgrund des Inklusionsprojektes „Üben mit Menschen mit Behinderung“ gewannen sie den ersten Platz beim Conrad Dietrich Magirus-Award in der Kategorie „Soziales Engagement“. Im Jahr 2022 zählte die Mannschaft 25 aktive Kameraden. Zur feuerwehrtechnischen Ausstattung gehört unter anderem ein Tragkraftspritzenfahrzeug mit Wassertank, welches eine Tragkraftspritze PFPN 10/1500 befördert.

### Forum Wennigloh
Das Forum Wennigloh e. V. ist ein Verein zur Dorfentwicklung und Heimatpflege. Es hat es sich zum Ziel gesetzt, das idyllische Bergdorf für seine Einwohnerinnen und Einwohner noch lebens- und liebenswerter zu machen. Am 29. November 2013 fand die Gründungsversammlung statt, und seit dem 31. Januar 2014 ist das Forum Wennigloh e. V. ein eingetragener Verein. Das Forum beabsichtigt, mit Aktivitäten die Dorfgemeinschaft zu stärken und zu einer Weiterentwicklung der Lebensqualität in Wennigloh beizutragen. Die Umsetzung der Konzepte erfolgt in Zusammenarbeit mit den bestehenden Vereinen.

### Schützenbruderschaft
Die Schützenbruderschaft St. Franziskus-Xaverius Schützenbruderschaft e. V. Wennigloh wurde im Jahre 1829 gegründet. Sie besteht aus zwei Kompanien mit insgesamt knapp 400 Mitgliedern. Unter dem Dach der Bruderschaft existieren die Pulvermänner und das Blasorchester als eigenständige Sektionen. Neben der Pflege des Schützenbrauchtums sind die Betreuung und Pflege der Kapelle (alten Kirche) sowie das Leiten und Unterstützen des Jugendraums weitere Aufgaben der Bruderschaft. Des Weiteren führt die Schützenbruderschaft Comedyveranstaltungen in ihrer Schützenhalle durch, die mittlerweile weit über die Grenzen Arnsbergs hinaus bekannt sind.